# حارة القادسية الشرقية (صنعاء)
حارة القادسية الشرقية هي إحدى حارات حي القادسية بمديرية السبعين إحد مديريات العاصمة اليمنية صنعاء، بلغ تعداد سكانها 14169 نسمة حسب تعداد اليمن لعام 2004.